# Sadik Kaceli
Sadik Osman Kaceli (ur. 14 marca 1914 w Tiranie, zm. 24 grudnia 2000 w Tiranie) – albański malarz, brat Jonuza Kaceliego zamordowanego w 1951 przez Sigurimi.

## Życiorys
Kształcił się w Szkole Technicznej Harry'ego Fultza w Tiranie, w klasie rysunku. W 1936 napisał list do Henri Matisse'a prosząc o pomoc w realizacji planów studiowania malarstwa w Paryżu. We wrześniu 1936 dotarł do Paryża i przy wsparciu Matisse'a oraz André Lhote'a rozpoczął studia w École nationale supérieure des beaux-arts, pod kierunkiem Fernanda Sabatto. Studia ukończył w 1941 i powrócił do Albanii. Prowadził zajęcia ze sztuki w jednej ze szkół średnich, a od 1946 do 1973 pracował w szkole artystycznej Jordan Misja w Tiranie.
Malował głównie pejzaże i realistyczne portrety, ale najbardziej znanymi jego dziełami były projekty godła Albanii z 1946 i banknotu o nominale 10 leków. Większość jego prac przedstawiała sceny z historii Albanii. W 1976 przeszedł na emeryturę.
Zmarł w 2000 i został pochowany na cmentarzu Sharre, na przedmieściach Tirany. W 1994 uhonorowany tytułem Malarza Ludu (Piktor i Popullit), pośmiertnie tytułem Honorowego Obywatela Tirany. Jego imieniem nazwano jedną z ulic w tym mieście (dzielnica Xhamlliku). W 2008 ukazała się monografia poświęcona życiu i twórczości Kaceliego. Największy zbiór obrazów artysty (45 dzieł) znajduje się w zbiorach Narodowej Galerii Sztuki w Tiranie.
Był żonaty, miał czworo dzieci.